# Dagens Bild
Dagens Bild är en svensk bildbyrå bildad 1942 av Stig-Arne Öström de Boussard.
Flera av Sveriges välkända fotografer har börjat sin bana på Dagens bild. Arkivet består idag av cirka 1,5 miljoner bilder som successivt läggs ut på Dagens bilds webbplats.